# Meir Dagan

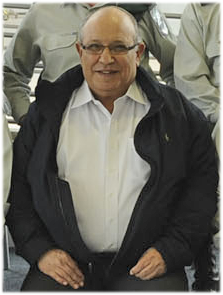
Meir Dagan (2011)

Meir Dagan (hebräisch מאיר דגן; * 30. Januar 1945 in Nowosibirsk, Sowjetunion als Meir Hubermann; † 17. März 2016 in Tel Aviv, Israel) war ein israelischer Generalmajor (Aluf) und von 2002 bis 2011 Direktor des israelischen Auslandsgeheimdienstes Mossad.

## Leben
Meir Dagans Eltern hatten den Holocaust überlebt und wanderten 1950 mit ihm aus der Sowjetunion nach Israel aus. Die Familie ließ sich im Küstenort Bat Jam südlich von Tel Aviv nieder. Bronisław Huberman, ein Onkel von Dagan, war Gründer des Israel Philharmonic Orchestra. Dagan hatte einen Abschluss (Bachelor) in Politikwissenschaft der Universität Haifa.
Dagan diente ab 1963 in der israelischen Armee bei den Fallschirmjägern. Im Sechstagekrieg 1967 kommandierte er eine Kompanie, die im Sinai und auf den Golanhöhen kämpfte.
Anfang der 1970er-Jahre kommandierte Dagan unter Ariel Scharon eine verdeckt in palästinensischen Gebieten (Gazastreifen) gegen des Terrorismus Verdächtigte operierende Einheit („Rimon“ genannt, übersetzt „Granatapfel“), die auch Exekutionen durchführte. Im Jom-Kippur-Krieg überquerte er an der Seite von Sharon 1973 den Suez-Kanal. Im Libanonkrieg 1982 kommandierte er eine Panzerbrigade (Barak Armor Brigade).
Nach dem Krieg leitete Dagan für den militärischen Nachrichtendienst Aman vom Libanon aus ein Agentennetz in arabischen Ländern. 1995 nahm er seinen Abschied von der Armee. Als Offizier wurde er hochdekoriert und erhielt 1971 als einer der Ersten die israelische Tapferkeitsmedaille Itur HaOz (hebräisch עיטור העוז, dt.: Medaille des Mutes). Er wurde zweimal verwundet. Zuletzt war er Generalleutnant.
1996 wurde Dagan auf Bitten von Schimon Peres Stellvertreter von Ami Ajalon, der nach der Ermordung von Jitzchak Rabin zum Chef des israelischen Inland-Sicherheitsdienstes Schin Bet ernannt worden war. Dort leitete er den Stab, der die Regierung in Antiterror-Maßnahmen beriet. Ende der 1990er-Jahre wurde er Mitglied des israelischen Generalstabs als Leiter der Operationsabteilung. 1999 trat er dem Likud bei und war Sicherheitsberater von Ariel Scharon in dessen Wahlkampf 2001.
Sharon ernannte Dagan nach seiner Wahl zum Premierminister im August 2002 zum Direktor des Mossad. Im Gegensatz zum Agenten-Image seines Vorgängers Ephraim Halevy hatte er aus seiner Militärzeit den Ruf eines Draufgängers „mit eisernen Nerven“. Sein autokratischer Führungsstil war intern indes umstritten. Seine Amtszeit als Mossad-Chef wurde von der israelischen Regierung 2009 nochmals verlängert. Als Beispiel seiner Erfolge wurden eine Mossad-Kampagne gegen die vermuteten Kernwaffen-Bestrebungen des Iran, ein Schlag 2007 gegen in Syrien vermutete kerntechnische Anlagen und die Tötung des Sicherheitschefs der Hisbollah, Imad Mugniyah, 2008 in Damaskus genannt, die dem Mossad zugeschrieben wird. Die Entdeckung einer bisher unbekannten nukleartechnischen Anlage in der iranischen Stadt Ghom, die 2009 bekannt gegeben wurde, wird ebenfalls dem Mossad als Erfolg zugerechnet.
Nach dem Mordanschlag auf den Hamas-Führer Mahmud al-Mabhuh in einem Dubaier Luxushotel, bei dem es Hinweise auf die Beteiligung des israelischen Geheimdienstes gibt, forderte die liberale Tageszeitung Haaretz im Februar 2010 Dagans Rücktritt. Da die Täter britische Pässe von israelischen Doppelstaatsbürgern und einen deutschen Pass von einer fiktiven Person nutzten, kam es auch zu Verstimmungen mit der britischen Regierung.

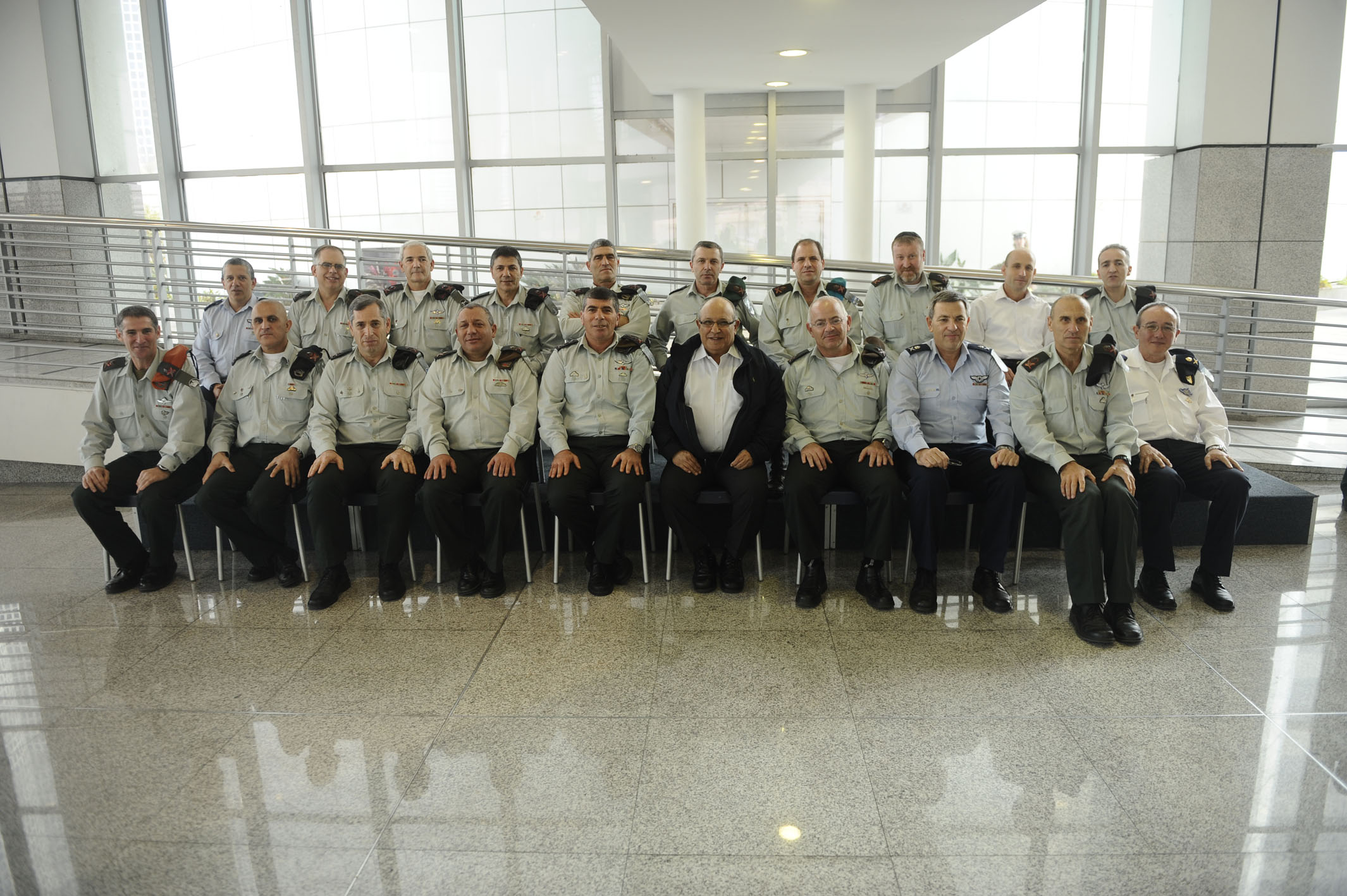
Meir Dagan in der Mitte zusammen mit dem Israelischen Generalstab, bei seiner Verabschiedung als Leiter des Mossad

2010 ernannte der israelische Ministerpräsident Benjamin Netanjahu Tamir Pardo zu Dagans Nachfolger als Mossad-Chef. Die Amtsübergabe fand am 6. Januar 2011 statt.
Zusammen mit anderen Persönlichkeiten aus Sicherheitskreisen, unter anderem Juval Diskin, kritisierte er das Vorhaben der israelischen Regierung, das iranische Atomprogramm militärisch anzugreifen. So würde das dazu führen, dass der Iran den Bau der Atombombe beschleunigen könnte, und nicht, wie von der Regierung behauptet, den Bau beeinträchtigen.
Dagan hatte als Geheimdienstchef ein Foto in seinem Büro, das nach seinen Angaben seinen Großvater zeigt, dem von einem Offizier der SS eine Schusswaffe vor der Exekution an den Kopf gesetzt wurde.
Dagan starb 2016 an den Folgen einer Leberkrebserkrankung, deren fortgeschrittenes Stadium bereits 2012 diagnostiziert wurde. Nach einer erfolglosen aggressiven Chemotherapie versuchte er eine Transplantation zu erreichen. Da er den in Israel geltenden Voraussetzungen nicht entsprach, unternahm er eine Lebertransplantation in Belarus.